# Bunites
Bunites là một chi bọ cánh cứng trong họ Dytiscidae.
Chi này được Spangler miêu tả khoa học năm 1972.

## Các loài
Chi này gồm các loài:
- Bunites distigma (Brullé, 1837)
- Bunites phyllisae Spangler, 1972